# Figlio del diavolo
Figlio del diavolo è un album musicale del cantautore italiano Marquez, pubblicato il 12 dicembre 2012.

## Tracce
1. Abbia inizio la guerra – 4:19
2. Dieci monete in tasca – 3:59
3. Figlio del diavolo – 3:34
4. Al fuoco – 3:44
5. Firenze in marzo – 4:22
6. In giugno – 2:40
7. Interludio – 2:25
8. La verità – 3:42
9. Fossero pugni in faccia – 4:28
10. Meno male che non dormo quasi mai – 3:21
11. In apnea – 4:19
12. Rmn – 6:31

## Formazione
- Marquez – voce, chitarra, pianoforte, basso, percussioni